# Roeselia fusca
Roeselia fusca är en fjärilsart som beskrevs av Max Wilhelm Karl Draudt 1919. Roeselia fusca ingår i släktet Roeselia och familjen trågspinnare. Inga underarter finns listade.